# Ana Eduarda Santos
Ana Eduarda Santos (Lisbona, 1983) è una scrittrice portoghese.

## Biografia
È stata la più giovane vincitrice del Premio Letterario Rivelazione (Narrativa), concessole dall'Associazione Scrittori di Portogallo nel 1999. Ha pubblicato quattro libri ed ha vinto premi, tra cui il Premio Letterario Eça de Queiroz (Racconti) nel 2001. La sua opera teatrale Calluna Vulgaris, scritta nel 2001 e pubblicata in francese e portoghese da Gare au Théâtre, ha avuto la sua première a Parigi nello stesso anno. 
Ha rappresentato il suo paese in Brasile (2000) ed Uruguay (2002). Ha tradotto dall'italiano al portoghese A Passo di Gambero, di Umberto Eco, ed i Sonetti di Ugo Foscolo.